# Emma Cooke
Emma C. Cooke (Fayetteville, 7 settembre 1848 – Washington, 22 gennaio 1929) è stata un'arciera statunitense.
Partecipò alle gare di tiro con l'arco ai Giochi olimpici di Saint Louis 1904, dove vinse tre medaglie d'argento nella gara di doppio nazionale, doppio Columbia e nella gara a squadre.

## Palmarès
In carriera ha conseguito i seguenti risultati:
- Giochi olimpici

St. Louis 1904: tre medaglie d'argento nella gara di doppio nazionale, doppio Columbia e nella gara a squadre.